# Parlamentsvalget i Storbritannien 1923
Parlamentsvalget i Storbritannien 1923 blev afholdt den 5. december 1923. Det konservative parti, under ledelse af Stanley Baldwin, fik flest pladser, men Labour Party, under Ramsay MacDonald, og Herbert Asquiths
liberale parti gjorde det tilstrækkelig tæt til at de forhindrede de konservative fik flertal i Underhuset. Det store spørgsmål ved valget havde været de konservatives forslag om en toldreform, men de konservative måtte afgive regeringsmagten. Valget førte derfor til Storbritanniens første Labour-regering. Eftersom regeringen ikke havde flertal, så klarede den kun at beholde magten i ti måneder før der afholdtes nyvalg i 1924.
| Parti                            | Stemmer   | Pladser | Ændring | Andel af stemmerne (%) |
| Det konservative parti           | 5 286 159 | 258     | - 86    | 38,0                   |
| Labour Party                     | 4 267 831 | 191     | + 49    | 30,7                   |
| Det liberale parti               | 4 129 922 | 158     | + 96    | 29,7                   |
| Irske nationalister              | 54 157    | 3       |         | 0,4                    |
| Uafhængig                        | 36 802    | 3       | - 1     | 0,3                    |
| Communist Party of Great Britain | 34 258    | 0       | - 1     | 0,2                    |
| Belfast Labour Party             | 22 255    | 0       |         | 0,2                    |
| Uafhængig Labour                 | 17 331    | 0       | - 1     | 0,1                    |
| Constitutionalist                | 15 500    | 0       |         | 0,1                    |
| Uafhængig konservativ            | 15 171    | 0       | - 3     | 0,1                    |
| Scottish Prohibition Party       | 12 877    | 1       |         | 0,1                    |

Totalt antal afgivne stemmer: 13.909.017. Alle partier med mere end 1000 stemmer vises. Det konservative parti inkluderet Ulster Unionist Party.
| Valg | Spire Denne valgsartikel er en spire som bør udbygges. Du er velkommen til at hjælpe Wikipedia ved at udvide den. |